# Sadovi (Yeisk, Krasnodar)
Sadovi (del ruso: Садовый) es un posiólok del raión de Yeisk del krai de Krasnodar, en Rusia. Está situado en las tierras bajas de Kubán-Azov, en la costa norte de la península de Yeisk, a orillas del limán Yeiski del mar de Azov, 12 km al sureste de Yeisk y 184 km al noroeste de Krasnodar, la capital del krai. Tenía 755 habitantes en 2010.
Pertenece al municipio Aleksándrovskoye.